# Flymossen
Flymossen este o arie protejată (arie specială de conservare — SAC, sit de importanță comunitară — SCI, arie de protecție specială avifaunistică — SPA) din Suedia întinsă pe o suprafață de 454,2 ha, integral pe uscat.

## Localizare
Centrul sitului Flymossen este situat la coordonatele 56°44′19″N 13°43′49″E / 56.7387°N 13.7302°E.

## Înființare
Situl Flymossen a fost declarat sit de importanță comunitară în ianuarie 1997 pentru a proteja 8 specii de animale. Alte tipuri de protecție:
- arie de protecție specială avifaunistică (în aprilie 2003)[2]
- arie specială de conservare (în martie 2011)[1][3][4]

## Biodiversitate
Situată în ecoregiunea boreală, aria protejată conține 8 habitate naturale: Liziere de ierburi înalte hidrofile de câmpie și de nivel montan până la alpin, Păduri caducifoliate de mlaștină fino-scandinave, Mlaștini oligotrofe degradate, capabile încă de regenerare naturală, Taiga vestică, Mlaștini împădurite, Lacuri și iazuri distrofice naturale, Mlaștini turboase de tranziție și turbării mișcătoare, Turbării active.
La baza desemnării sitului se află mai multe specii protejate de  păsări (8): minunița (Aegolius funereus), ciuf de câmp (Asio flammeus), ciocănitoare neagră (Dryocopus martius), cocor (Grus grus), ploier auriu (Pluvialis apricaria), cocoșul de mesteacăn (Tetrao tetrix tetrix),  cocoș de munte (Tetrao urogallus), fluierar de mlaștină (Tringa glareola).